# 弗里德曼方程

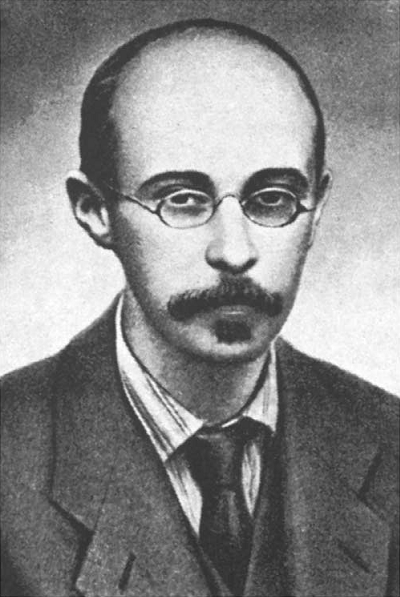
亚历山大·弗里德曼

弗里德曼方程（英語：Friedmann equations）是广义相对论框架下描述空间上均一且各向同性的膨胀宇宙模型的一组方程。它们最早由亚历山大·弗里德曼在1922年得出，他通过在弗里德曼-勒梅特-罗伯逊-沃尔克度规下对具有给定质量密度{\displaystyle \rho \,}和压力{\displaystyle p\,}的流体的能量-动量张量应用爱因斯坦引力场方程而得到。而具有负的空间曲率的方程则由弗里德曼在1924年得到。

## 假设
弗里德曼方程所基于的假设是宇宙在空间上是均一且各向同性的；从今天的经验来看，这个假设在大于一亿秒差距的尺度上是合理的。这个假设要求宇宙的度规具有如下形式：
{\displaystyle ds^{2}={a(t)}^{2}ds_{3}^{2}-dt^{2}}
其中宇宙標度因子{\displaystyle a(t)\,}只与时间有关，因而三维空间度规{\displaystyle ds_{3}^{2}\,}必须是下面三种形式之一：
- 平直空间（曲率处处为零）
- 具有常数正曲率的三维球面
- 具有常数负曲率的三维双曲面

在下面的讨论中，这三种情形各自对应着一个参数k的值，分别为0，1，-1。而{\displaystyle a(t)\,}被称作宇宙標度因子，它能够通过爱因斯坦场方程和宇宙间物质的能量和应力联系。

## 方程
描述一个均一且各向同性的膨胀宇宙模型需要两个独立的弗里德曼方程，它们是
{\displaystyle H^{2}=\left({\frac {\dot {a}}{a}}\right)^{2}={\frac {8\pi G}{3}}\rho -{\frac {kc^{2}}{a^{2}}}+{\frac {\Lambda c^{2}}{3}}}
这一方程来自爱因斯坦场方程的00分量；以及
{\displaystyle {\dot {H}}+H^{2}={\frac {\ddot {a}}{a}}=-{\frac {4\pi G}{3}}\left(\rho +{\frac {3p}{c^{2}}}\right)+{\frac {\Lambda c^{2}}{3}}}
这一方程来自爱因斯坦场方程的迹。其中{\displaystyle G,\Lambda ,c\,}是普适性常数，而在每一个特定解中{\displaystyle k\,}也是常数；{\displaystyle a,H,\rho ,p\,}是随时间变化的函数。这里{\displaystyle H\equiv {\frac {\dot {a}}{a}}}是哈勃参数，表征着宇宙膨胀的速率；{\displaystyle \Lambda }是宇宙学常数；{\displaystyle G}是牛顿的万有引力常数；{\displaystyle c}是真空中的光速。{\displaystyle k \over a^{2}}是宇宙任意“时间切片”的空间曲率，它在这里等于里奇标量{\displaystyle R\,}的六分之一，这是由于在弗里德曼模型中{\displaystyle R={\frac {6}{a^{2}}}({\ddot {a}}a+{\dot {a}}^{2}+kc^{2})}。通常我们在选取参数{\displaystyle a\,}或{\displaystyle k\,}进行不同情形的讨论时它们可以代表两者不同的含义，但最终所代表的物理模型本质是一样的。
- {\displaystyle k=1,0,-1\,}代表着宇宙的形状，分别代表着闭合的三维球面、平直（欧几里得空间）和开放的三维双曲面[3]，此时的{\displaystyle a\,}值分别对应着宇宙的曲率半径（{\displaystyle k=1\,}）、在给定时间上的任意正值{\displaystyle k=0\,}，以及在{\displaystyle k=-1\,}的情形下，{\displaystyle i\cdot a\,}（粗略地）对应着宇宙的曲率半径。
- {\displaystyle a\,}作为宇宙標度因子，在现在取为1；而{\displaystyle k\,}在{\displaystyle a=1\,}时表示宇宙的空间曲率。如果宇宙的形状是超球面，曲率半径为{\displaystyle R_{t}\,}（在现在的时刻为{\displaystyle R_{0}\,}），则{\displaystyle a=R_{t}/R_{0}\,}。如果{\displaystyle k\,}是正值，则宇宙是超球面；零值时是平直空间；负值时是超双曲面。

通过第一个方程，第二个方程的形式可以写为
{\displaystyle {\dot {\rho }}=-3H\left(\rho +{\frac {p}{c^{2}}}\right),}
这个形式消除了宇宙常数项并体现了质能守恒定律。
有时方程可以通过如下重新定义来简化：
{\displaystyle \rho \rightarrow \rho +{\frac {\Lambda c^{2}}{8\pi G}}}
{\displaystyle p\rightarrow p-{\frac {\Lambda c^{4}}{8\pi G}}}
从而得到
{\displaystyle H^{2}=\left({\frac {\dot {a}}{a}}\right)^{2}={\frac {8\pi G}{3}}\rho -{\frac {kc^{2}}{a^{2}}}}
{\displaystyle {\dot {H}}+H^{2}={\frac {\ddot {a}}{a}}=-{\frac {4\pi G}{3}}\left(\rho +{\frac {3p}{c^{2}}}\right).}
简化后第二个方程在这个变换下具有不变性。
哈勃参数{\displaystyle H\,}在其他参数随时间变化（特别是质量密度、真空能量或空间曲率）时也是随时间变化的；而在当今对哈勃参数的测量表明它在哈勃定律中是一个常数。如果将弗里德曼方程应用于一个流体的状态方程，所得到的宇宙的时空几何是流体密度的函数。
有些宇宙学家将第二个方程称作弗里德曼加速方程，而只称第一个方程为弗里德曼方程。

## 密度参数
宇宙的密度参数{\displaystyle \Omega \,}，定义为宇宙的实际（或观测）密度与弗里德曼宇宙的临界密度{\displaystyle \Omega _{c}\,}的比值。得到临界密度需要假设宇宙学常数为零（基本的弗里德曼宇宙正包含这个假设）并使归一化的空间曲率{\displaystyle k\,}为零，从而根据第一个方程得到
{\displaystyle \rho _{c}={\frac {3H^{2}}{8\pi G}}.}
密度参数因此为
{\displaystyle \Omega \equiv {\frac {\rho }{\rho _{c}}}={\frac {8\pi G\rho }{3H^{2}}}.}
这个参数本来是用来判断宇宙的空间几何形状的一种方法，在临界密度{\displaystyle \Omega _{c}\,}时宇宙的形状是平直的。在真空能量密度为零的假设下，如果密度参数大于一，宇宙在空间上是闭合的，宇宙会最终停止膨胀并开始坍缩；如果密度参数小于一，宇宙在空间上是开放的，宇宙会一直保持膨胀下去。不过，如果将空间曲率和真空能量都一起考虑到密度参数中，也有可能出现密度参数正好等于一的情况，验证这种情况就需要对宇宙中多个参数进行测量。根据宇宙的ΛCDM模型，密度参数所包含的重要参数还有重子、冷暗物质和暗能量。根据威尔金森微波各向异性探测器（WMAP）对宇宙空间几何的探测表明，宇宙是接近平直的，即空间曲率{\displaystyle k\,}为零。
第一个弗里德曼方程经常用密度参数来表示为
{\displaystyle {\frac {H^{2}}{H_{0}^{2}}}=\Omega _{R}a^{-4}+\Omega _{M}a^{-3}+\Omega _{k}a^{-2}+\Omega _{\Lambda }.}
其中{\displaystyle \Omega _{R}\,}是宇宙现在的辐射密度（即{\displaystyle a=1\,}时的密度），{\displaystyle \Omega _{M}\,}是宇宙现在的物质密度（包括重子和暗物质），{\displaystyle \Omega _{k}=1-\Omega \,}是宇宙现在的空间曲率密度，而{\displaystyle \Omega _{\Lambda }\,}是宇宙现在的宇宙常数或真空能量密度。

## 有用的解
在理想流体的情形下，弗里德曼方程很容易求解；此时的状态方程是
{\displaystyle p=w\rho c^{2},\!}
其中{\displaystyle p\,}是压力，{\displaystyle \rho \,}是流体在自身参考系下的质量密度，{\displaystyle w\,}是一个常数。此时的宇宙標度因子的解为
{\displaystyle a(t)=a_{0}\,t^{\frac {2}{3(w+1)}}}
其中{\displaystyle a_{0}\,}是能够根据初始条件得到的积分常数。而{\displaystyle w\,}在取不同的值时对应着不同的解，这一族解对宇宙学意义非常重要。例如在{\displaystyle w=0\,}时对应着物质占主导地位的宇宙，意味着宇宙中物质的密度远超过辐射的密度，从一般解中可以看到此时的解为
{\displaystyle a(t)\propto t^{2/3}} 物质主导宇宙
另一种情形是辐射密度远大于物质密度，此时对应{\displaystyle w=1/3\,}，即
{\displaystyle a(t)\propto t^{1/2}} 辐射主导宇宙